# Kristinehamn (comune)
Kristinehamn è un comune svedese di 23 916 abitanti, situato nella contea di Värmland. Il suo capoluogo è la città omonima.

## Località
Nel territorio comunale sono comprese le seguenti aree urbane (tätort):
- Bäckhammar
- Björneborg
- Kristinehamn
- Ölme

## Amministrazione

### Gemellaggi
- Brodnica
- Elva
- Farsund
- Rautavaara
- Seinäjoki